# كارين دانر
كارين دانر (بالألمانية: Karin Danner)‏ هي لاعبة كرة قدم ألمانية، ولدت في 22 يناير 1959 في ميونخ في ألمانيا. شاركت مع منتخب ألمانيا لكرة القدم للسيدات. أما مع النوادي، فقد لعبت مع بايرن ميونخ للسيدات.

## روابط خارجية
- كارين دانر على موقع عالم كرة القدم.نت (الإنجليزية)